# Steven Blaupot ten Cate
Steven Blaupot ten Cate (Noordbroek, 29 januari 1807 – Hoogezand, 9 september 1884) was een Nederlands doopsgezind predikant en liberaal politicus.
Steven was de zoon van de doopsgezinde predikant Isaäc Herman ten Cate en zijn vrouw Hester Blaupot en de neef van het Kamerlid en de minister Sam van Houten. Na het volgen van privé-onderwijs te Hoogezand en de lagere school te Noordbroek ging hij in Zaandam in de leer bij dominee Wieling als voortgezet onderwijs (1822 – 1825). Daarna studeerde hij theologie aan de Algemene Doopsgezinde Sociëteit bij het Athenaeum Illustre te Amsterdam tussen 1825 en 1830. Hij was een getalenteerde student, en won hij in 1825 een zilveren medaille met zijn inzending voor een geschiedenis-prijsvraag van het Nut. In 1830 trouwde hij in Noordbroek met Sina Jans Romkes.
Na het afronden van zijn studie werd Blaupot ten Cate predikant te Akkrum in Friesland, en in 1839 keerde hij terug naar Zaandam om daar te prediken. In 1848 stopt hij echter om familie-omstandigheden en gezondheidsredenen en ging hij in Hoogezand wonen. Na in 1850 verslagen te zijn bij de Kamerverkiezingen door de Thorbeckiaan Berend Wichers, werd hij in 1851 (na een kort lidmaatschap van de Groningse Provinciale Staten) bij tussentijdse verkiezingen wel verkozen in de Tweede Kamer der Staten-Generaal. In 1853 en 1856 werd hij herkozen. Hij was een gewaardeerd gematigd liberaal lid, met deskundigheid op het gebied van onderwijs en armenzorg. Blaupot ten Cate voerde bij uiteenlopende onderwerpen het woord en pleitte onder meer voor een liberalere koloniale politiek en voor afschaffing van de slavernij. Zo was hij ook lid van de Staatscommissie tot onderzoek van de zaken der Maatschappij van Weldadigheid (1855 – 1859) en was hij in 1851 een van de initiatiefnemers van het Tijdschrift voor het armwezen.
Blaupot ten Cate publiceerde veel over geschiedenis en onderwijs en was lid van diverse genootschappen op het gebied van letteren en geschiedenis. Hij werd in 1859 onderwijsinspecteur, waar hij het onderwijs in Groningen verdedigde, ook voor de minderwelgestelden. Vanaf 1857 was hij erelid van het Nederlandsch Onderwijzers-Genootschap en in 1859 werd hij benoemd tot Ridder in de Orde van de Nederlandse Leeuw. In 1880 moest hij uiteindelijk ontslag nemen omdat zijn gezichtsvermogen te veel achteruit was gegaan.